# Disciphania remota
Disciphania remota är en tvåhjärtbladig växtart som beskrevs av Friedrich Ludwig Diels. Disciphania remota ingår i släktet Disciphania och familjen Menispermaceae. Inga underarter finns listade i Catalogue of Life.